# Sparganium hyperboreum
Sparganium hyperboreum là một loài thực vật có hoa trong họ Typhaceae. Loài này được Laest. ex Beurl. miêu tả khoa học đầu tiên năm 1853.

## Hình ảnh

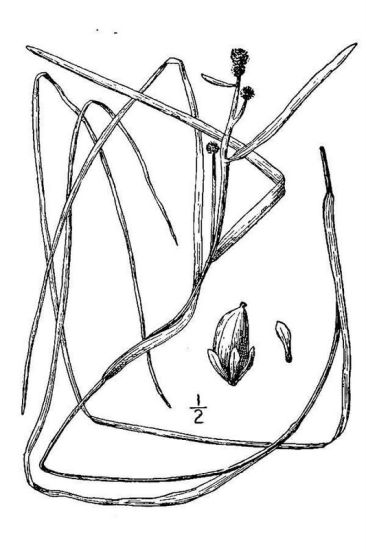